# Вафенбрун
Вафенбрун (њем. Waffenbrunn) општина је у њемачкој савезној држави Баварска. Једно је од 38 општинских средишта округа Кам. Према процјени из 2010. у општини је живјело 2.030 становника. Посједује регионалну шифру (AGS) 9372168.

## Географски и демографски подаци
Вафенбрун се налази у савезној држави Баварска у округу Кам. Општина се налази на надморској висини од 396 метара. Површина општине износи 25,2 km². У самом мјесту је, према процјени из 2010. године, живјело 2.030 становника. Просјечна густина становништва износи 81 становника/km².